# 항히스타민제
히스타민 길항제 또는 항히스타민제(histamine antagonist, antihistamine)는 히스타민 수용체 수용을 억제해 히스타민의 작용을 억제하거나 히스티딘에서 히스타민으로 변환시키는 것을 촉진하는 히스티딘탈카르복실화효소 활성화를 억제하는 의약품이다. 항히스타민제는 보통 단백질에 대한 인체의 과잉 반응으로 인해 나타나는 알레르기를 완화하는 데 사용한다.

## 임상적 효과
히스타민이 분비되면 혈관의 투과성을 높여서 체액이 모세혈관에서 조직으로 빠져나오게 되는데, 이는 콧물, 눈물과 같은 알레르기 반응의 대표적인 증상을 만들어낸다. 또한, 히스타민은 신생혈관 생성(Angiogenesis)을 촉진하기도 한다.
항히스타민제는 신경, 혈관평활근, 샘조직, 내피, 비만 세포 등에 존재하는 히스타민 수용체를 차단해 히스타민 작용으로 인한 피부 팽진(두드러기), 혈관 팽창(Vasodilation)을 억제한다. 이들은 히스타민과는 반대되는 작용을 한다.
코감각 신경의 히스타민 H1 수용체를 차단하면 가려움과 재채기를 막을 수 있다. 또한, 항히스타민제는 레클루즈 거미(Recluse spider) 속의 갈색 레클루즈 거미의 거미 물림의 치료에도 사용하며 기타 절지동물에 물려 발생한 괴사 치료에도 이용한다.

## 같이 보기
- 면역요법